# 小舟站
小舟站是一个漳泉肖线上的铁路车站，位于福建省安溪县福田乡丰田林场，建于1970年，目前为五等站，邮政编码为362415。目前不再办理客运业务，仅办理整车货物发到，办理职工通勤业务。